# 陈权
陳權（?—?），籍貫不詳。
唐德宗貞元十六年（800年）庚辰科狀元，主考官是中書舍人高郢。同榜有戴叔倫、白居易等。事蹟失考。